# Línea 14 (EMT Madrid)
La línea 14 de la EMT de Madrid une la plaza del Conde de Casal con la avenida de Pío XII.

## Características

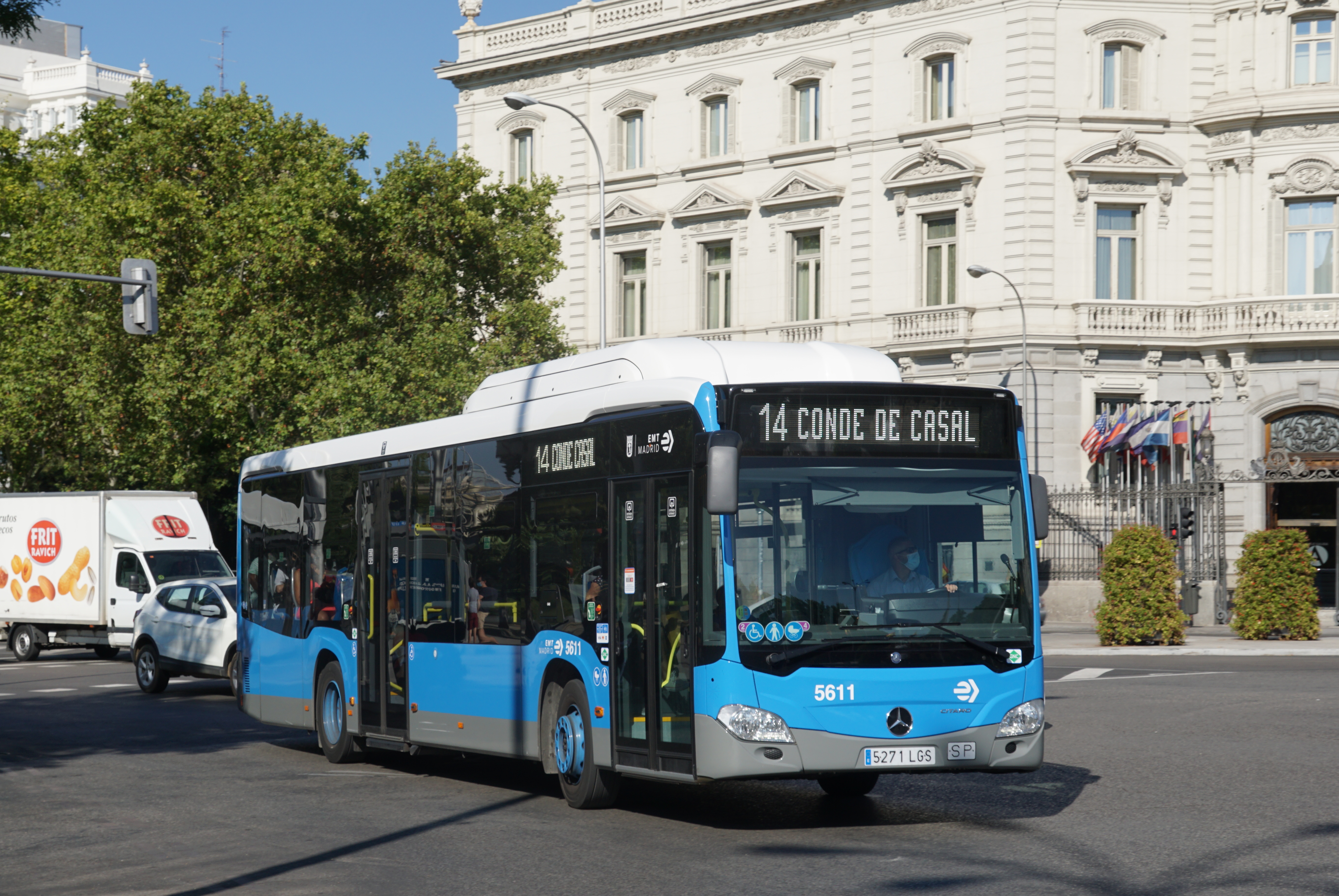
Plaza Cibeles, agosto de 2020

La línea comunica el Paseo de La Habana y parte de la Avenida de Pío XII con el centro de Madrid, en concreto con los paseos de Recoletos y del Prado, dando servicio también a la estación de Nuevos Ministerios.
Anteriormente, la línea 14 tenía la denominación Avda. del Mediterráneo - Chamartín, aunque las cabeceras eran las mismas.

### Frecuencias
| Lunes a viernes laborables |               |
| De 6:00 a 10:00            | 5-9 minutos   |
| De 10:00 a 20:00           | 7-10 minutos  |
| De 20:00 a 23:00           | 8-15 minutos  |
| Sábados laborables         |               |
| De 6:00 a 9:00             | 16-25 minutos |
| De 9:00 a 20:00            | 13-17 minutos |
| De 20:00 a 23:00           | 16-23 minutos |
| Domingos y festivos        |               |
| De 7:00 a 10:00            | 16-34 minutos |
| De 10:00 a 20:00           | 15-18 minutos |
| De 20:00 a 23:00           | 17-25 minutos |

## Recorrido y paradas
NOTA: Debido a las obras de ampliación de la línea 11 de Metro, las paradas sombreadas en naranja sustituyen a aquellas sombreadas en rojo.

### Sentido Avenida de Pío XII
La línea inicia su recorrido en la Plaza del Conde de Casal, desde la cual toma la Avenida del Mediterráneo en dirección al centro de Madrid hasta llegar a la Plaza de Mariano de Cavia, donde sale por el Paseo de la Reina Cristina, y su continuación, Paseo de la Infanta Isabel, hasta llegar a la Plaza del Emperador Carlos V pasando frente a la estación de Atocha.
En la plaza gira a la derecha y se incorpora al Paseo del Prado, que recorre entero, así como el Paseo de Recoletos tras atravesar la Plaza de Cibeles y el Paseo de la Castellana tras pasar la Plaza de Colón.
La línea recorre el Paseo de la Castellana hasta llegar a los Nuevos Ministerios. En este punto gira a la derecha para incorporarse al Paseo de La Habana, que recorre entero hasta la Plaza del Duque de Pastrana.
En la plaza sale por la Avenida de Burgos, que recorre hasta la intersección con la Avenida de Pío XII, donde tiene su cabecera junto a la línea 16 en la esquina de esta avenida con la calle Marqués de Torroja.
| Código | Parada                                  | Común con                       | Conexiones con Metro y Cercanías | Otros |
| ------ | --------------------------------------- | ------------------------------- | -------------------------------- | ----- |
| 2124   | CONDE DE CASAL (dársena)                |                                 | Conde de Casal                   |       |
| 2125   | Av. Mediterráneo-Conde de Casal         | 32 63 351 352 353               |                                  |       |
| 2127   | Mediterráneo                            | 32 63                           |                                  |       |
| 2129   | Mariano de Cavia                        | 32                              |                                  |       |
| 8367   | Conde de Casal                          | E                               | Conde de Casal                   |       |
| 2055   | Doctor Esquerdo-Cavanilles              | 10                              |                                  |       |
| 2053   | Cavanilles-Abtao                        | 10                              |                                  |       |
| 2051   | Mariano de Cavia                        | 10                              |                                  |       |
| 2049   | Reina Cristina                          | 10 26 32 C1                     |                                  |       |
| 2047   | Basílica de Atocha                      | 10 26 32 C1 VAC-246             |                                  |       |
| 1405   | Metro Menéndez Pelayo                   | 10 24 26 32 37 54 57 C1         | Menéndez Pelayo                  |       |
| 1403   | Basílica de Atocha                      | 10 24 26 32 37 54 57 C1 VAC-246 |                                  |       |
| 2045   | Estación de Atocha                      | 10 26 32 C1                     | Atocha                           |       |
| 5453   | Ministerio de Agricultura               | 10 001                          | Estación del Arte                |       |
| 82     | Prado-Atocha                            | 10 27 34 37 45 001 C03 E1       |                                  |       |
| 5511   | Museo del Prado-Jardín Botánico         | 10 27 34 37 45 001 C03          |                                  |       |
| 78     | Neptuno                                 | 10 27 34 37 45 001 C03          |                                  |       |
| 5443   | Cibeles-Ayuntamiento                    | 27 37 45 C03                    | Banco de España                  |       |
| 72     | Cibeles-Casa de América                 | 5 27 37 45 53 150 C03           | Banco de España                  |       |
| 65     | BIblioteca Nacional                     | 5 27 45 53 150 C03              | Recoletos                        |       |
| 66     | Colón                                   | 5 27 45 150                     | Colón                            |       |
| 62     | Castellana-Ministerio Interior          | 5 27 45 150                     |                                  |       |
| 60     | Castellana-Rubén Darío                  | 5 27 45 150                     | Rubén Darío                      |       |
| 5333   | Emilio Castelar                         | 27 45 150                       |                                  |       |
| 56     | Gregorio Marañón                        | 7 27 40 147 150                 | Gregorio Marañón                 |       |
| 54     | Museo Ciencias Naturales                | 7 27 40 147 150                 |                                  |       |
| 52     | Nuevos Ministerios-Castellana           | 7 27 40 147 150                 | Nuevos Ministerios               |       |
| 2131   | Nuevos Ministerios-Centro Comercial     |                                 | Nuevos Ministerios               |       |
| 2132   | Paseo de La Habana-Hermanos Pinzón      |                                 |                                  |       |
| 2133   | Sagrados Corazones                      |                                 |                                  |       |
| 2134   | Paseo de La Habana-Centro Universitario |                                 |                                  |       |
| 2136   | Paseo de La Habana-Cochabamba           |                                 |                                  |       |
| 2138   | Paseo de La Habana-Veracruz             |                                 |                                  |       |
| 2140   | Paseo de La Habana-Honduras             |                                 |                                  |       |
| 2142   | Paseo de La Habana-Macarena             |                                 |                                  |       |
| 2144   | Paseo de La Habana-Jerez                |                                 |                                  |       |
| 2146   | Paseo de La Habana-Menéndez Pidal       |                                 |                                  |       |
| 2148   | Duque de Pastrana                       | 129                             | Duque de Pastrana                |       |
| 2150   | Marqués de Torroja                      | 129                             |                                  |       |
| 11     | Buganvilla                              |                                 |                                  |       |
| 1728   | PÍO XII                                 | 16                              |                                  |       |

### Sentido Conde de Casal
La línea inicia su recorrido en la Avenida de Pío XII esquina Marqués de Torroja, tomando la calle Marqués de Torroja, continuando hasta la esquina con la Avenida de Burgos, a la que se incorpora, y mediante la cual llega a la Plaza del Duque de Pastrana, donde toma el Paseo de La Habana.
A partir de aquí el recorrido es igual al de la ida en sentido contrario hasta llegar a la plaza de los Sagrados Corazones, donde la línea gira a la derecha por la Avenida de Concha Espina hasta la Plaza de Lima, donde gira a la izquierda para tomar el Paseo de la Castellana.
De nuevo el recorrido es igual a la ida pero en sentido contrario hasta su cabecera en la Plaza de Conde de Casal.
| Código | Parada                                     | Común con                               | Conexiones con Metro y Cercanías | Otros |
| ------ | ------------------------------------------ | --------------------------------------- | -------------------------------- | ----- |
| 1728   | PÍO XII                                    | 16                                      |                                  |       |
| 2151   | Marqués de Torroja                         | 129 174                                 |                                  |       |
| 2149   | Duque de Pastrana                          | 129 174 SE833                           | Duque de Pastrana                |       |
| 2147   | Paseo de La Habana-Menéndez Pidal          |                                         |                                  |       |
| 2145   | Paseo de La Habana-Jerez                   |                                         |                                  |       |
| 2143   | Paseo de La Habana-Macarena                |                                         |                                  |       |
| 2141   | Paseo de La Habana-Honduras                |                                         |                                  |       |
| 2139   | Paseo de La Habana-Veracruz                |                                         |                                  |       |
| 2137   | Paseo de La Habana-Cochabamba              |                                         |                                  |       |
| 2135   | Paseo de La Habana-Centro Universitario    |                                         |                                  |       |
| 4179   | Lima-Santiago Bernabéu (Av. Concha Espina) | 43 120 150                              |                                  |       |
| 41     | Lima-Santiago Bernabéu (Pº Castellana, 93) | 27 40 147 150                           | Santiago Bernabeu                |       |
| 5340   | Azca                                       | 27 40 147 150                           |                                  |       |
| 48     | Nuevos Ministerios-Centro Comercial        | 27 40 147 150                           | Nuevos Ministerios               |       |
| 49     | Nuevos Ministerios-Cercanías               | 7 40 147 150                            | Nuevos Ministerios               |       |
| 51     | Nuevos Ministerios-Castellana              | 7 27 40 147 150                         | Nuevos Ministerios               |       |
| 53     | Museo Ciencias Naturales                   | 7 27 40 147 150                         |                                  |       |
| 4337   | Gregorio Marañón                           | 27 45 150                               | Gregorio Marañón                 |       |
| 57     | Emilio Castelar                            | 5 27 45 150                             |                                  |       |
| 59     | Castellana-Rubén Darío                     | 5 27 45 150                             | Rubén Darío                      |       |
| 61     | Castellana-Ministerio del Interior         | 5 27 45 150                             |                                  |       |
| 63     | Colón                                      | 5 27 45 150                             | Colón                            |       |
| 5626   | Biblioteca Nacional                        | 5 27 45 53 150                          |                                  |       |
| 68     | Recoletos                                  | 5 27 37 45 53 150 C03                   | Recoletos                        |       |
| 73     | Cibeles                                    | 5 27 37 45 150 C03                      | Banco de España                  |       |
| 76     | Banco de España                            | 27 37 45 001 C03                        | Banco de España                  |       |
| 77     | Neptuno                                    | 10 27 34 37 45 001 C03                  |                                  |       |
| 79     | Museo del Prado-Jardín Botánico            | 10 27 34 37 45 001 C03                  |                                  |       |
| 81     | Prado-Atocha                               | 10 27 34 37 45 001 C03 E1               | Estación del Arte                |       |
| 1401   | Estación de Atocha                         | 10 26 32 37 C2                          | Atocha                           |       |
| 2046   | Basílica de Atocha                         | 10 26 32 C2 VAC-246                     |                                  |       |
| 1402   | Basílica de Atocha                         | 10 24 26 32 37 54 57 C2 102 141 VAC-246 |                                  |       |
| 2048   | Reina Cristina                             | 10 26 32 C2                             |                                  |       |
| 2130   | Mariano de Cavia                           | 32 63                                   |                                  |       |
| 2128   | Mediterráneo                               | 32 63                                   |                                  |       |
| 2126   | Av. Mediterráneo-Conde de Casal            | 32 63                                   |                                  |       |
| 2124   | CONDE DE CASAL (dársena)                   |                                         | Conde de Casal                   |       |
| 8367   | Conde de Casal                             | E                                       | Conde de Casal                   |       |

## Galería de imágenes

Mapa zonal de la estación de metro de Santiago Bernabeu con los recorridos de las líneas de autobuses, entre las que aparece el 14.